# 恩丙西平
恩丙西平，分子式C20H24N2，其化学名为6,11-二氢-N,N-二甲基-11-亚甲基-5H-二苯并[b,e]氮杂䓬-5-丙胺，是一种三环类抗抑郁药（TCA），但从未上市，有文献对合成做出了预测。